# Cas Pallerols
El cas Pallerols va ser un cas de corrupció lligada a la finançament il·legal del partit polític Unió Democràtica de Catalunya (UDC), sentenciat el 2013 pel Tribunal Superior de Justícia de Catalunya. En l'afer, varen ser condemnats l'empresari andorrà Fidel Pallerols i els excàrrecs d'UDC Lluís i Vicenç Gavaldà per haver desviat subvencions de la Conselleria de Treball de la Generalitat de Catalunya per al finançament del partit.

## Fets provats
Els fets delictius varen començar el 1994, quan l'empresari andorrà Fidel Pallerols va donar cursos de formació a aturats amb l'ajuda de subvencions providents de fons de la Unió Europa, és a dir, prop de 9 milions d'euros. A canvi de rebre la subvenció, el 10% es destinava al partit. L'any 2000, el líder d'UDC, Josep Antoni Duran i Lleida va afirmar que existia una mà negra tractant de desacreditar-lo i que dimitiria si es provés el finançament irregular.

## Procés judicial
El cas Pallerols es va complicar als tribunals a causa de l'aforament d'alguns implicats, com ara el diputat de CiU Josep Sánchez Llibre, i l'any 2005 la jutgessa Sílvia López Mejía va arxivar el cas amb l'excusa que el Tribunal Suprem havia indicat que no tenia indicis per a inculpar als dos diputats de Convergència. Un any més tard, l'Audiència de Barcelona reobre el cas. L'any 2006, l'escàndols cau al TSJC i s'encarrega de la instrucció de la jutgessa Teresa Cervelló, cunyada de Núria de Gispert, llavors membre d'UDC i futura presidenta del Parlament de Catalunya.
El cas va tancar-se al mes de gener del 2013 amb una sentència de conformitat pactada entre la fiscalia i els acusats, que van acceptar penes mínimes de presó (inferiors, en tots els casos, als dos anys) a canvi d'assumir els fets (que parteix dels diners destinats als cursos que varen anar a parar a les caixes del partit). Però el cas es reprèn durant el 2014 i finalment l'Audiència de Barcelona va decidir empresonar els culpables immediatament en sortir la decisió (mes d'abril 2014) i en cas de fugida, demanar la creació d'una crida i cerca.